# Pathologie hémorroïdaire
 Mise en garde médicale
La pathologie hémorroïdaire, ou la maladie hémorroïdaire (ou les hémorroïdes dans le langage courant, du grec αἱμορροΐς, « flux de sang »), désigne la pathologie du canal anal en rapport avec les plexus rectaux (ou hémorroïdaires). Ces plexus veineux sont des anastomoses entre les veines rectales situées dans la paroi du canal anal. Ce type de pathologie est en rapport avec des anomalies mécaniques et vasculaires. Elles peuvent s'exprimer par une douleur, un saignement ou une gêne locale. Plusieurs traitements, médicaux, instrumentaux ou chirurgicaux sont disponibles.

## Anatomie

Canal anal avec les plexus externes en bleu et les plexus internes en rouge

La pathologie hémorroïdaire touche les plexus veineux du canal anal. On distingue : le plexus veineux interne, dans la portion supérieure du canal anal, sous la muqueuse ; et le plexus veineux externe, dans la portion inférieure, sous la peau,. Le plexus veineux interne est plus important par endroits, que l'on appelle « paquets » ou « coussinets » hémorroïdaires ; on en distingue habituellement un à gauche et deux à droite.
En principe, les coussinets hémorroïdaires participent à l'occlusion du canal anal par les sphincters, et donc à la continence anale.

## Épidémiologie

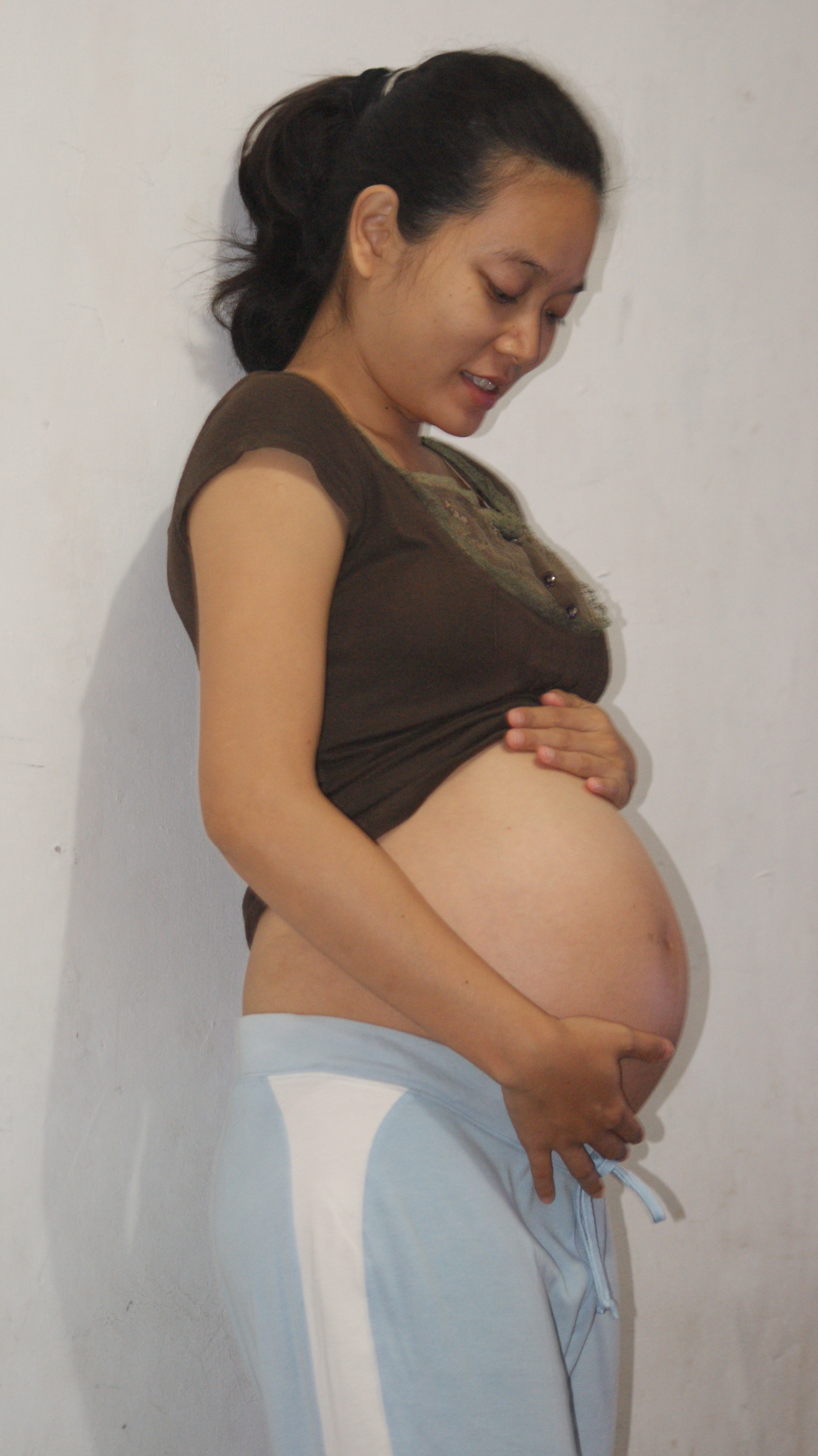
La grossesse, facteur favorisant

C'est une maladie liée au mode de vie, extrêmement fréquente dans les pays développés : sa prévalence est d'environ 5 % aux États-Unis et 50 % des Américains seraient affectés durant leur vie. En France, on estime qu'un tiers de la population adulte a eu au moins un symptôme hémorroïdaire au cours de la dernière année, mais seulement un tiers a consulté pour cela. La prévalence augmente avec l’âge, avec un pic d’incidence au cours de la septième décennie. Les caucasiens et les couches sociales les plus favorisées se plaignent plus souvent de manifestations hémorroïdaires.

## Physiopathologie
La physiopathologie n'est pas complètement connue,. Deux théories principales coexistent, vasculaire et mécanique. La théorie vasculaire suppose une baisse du retour veineux du fait de la poussée abdominale au cours de la défécation. La théorie mécanique suppose une augmentation de laxité du tissu de soutien.
Les troubles du transit tels que la constipation, la dyschésie ou la diarrhée semblent jouer un rôle prépondérant, quand bien même ils ne sont pas systématiquement présents,. La grossesse, l'accouchement et le post-partum chez la femme constituent également des facteurs favorisants,.
La régulation du transit par la consommation de fibres alimentaires est efficace.
La crise hémorroïdaire peut se manifester après une consommation excessive d’alcool ou d’un plat épicé.
Des antécédents familiaux sont fréquemment rapportés.
De nombreux facteurs sont évoqués pour expliquer leur apparition,,.

## Expression clinique

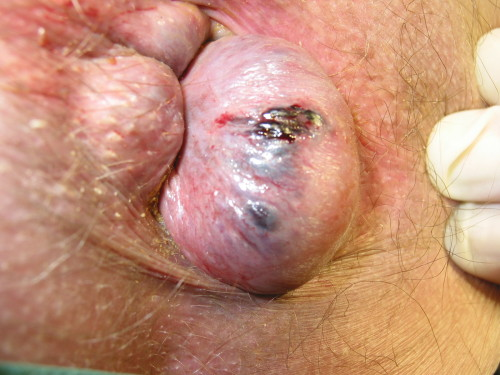
Thrombose externe.

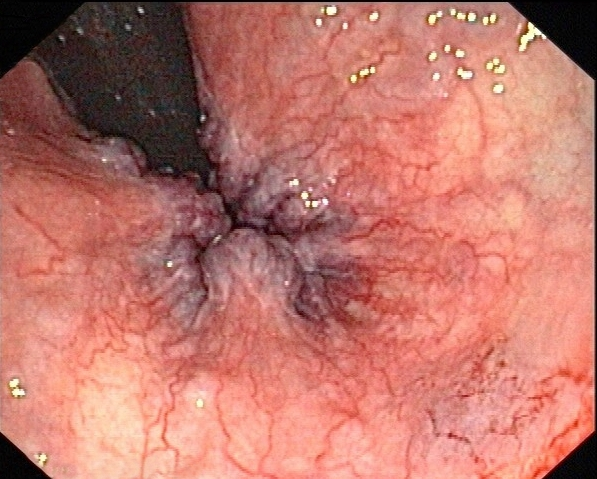
Crise ou stade initial de prolapsus en anuscopie.

Les hémorroïdes sont asymptomatiques dans plus de la moitié des cas. Les symptômes sont essentiellement l'hémorragie (typiquement après une défécation), la douleur, la gêne locale, le suintement (10 % des cas) ou le prurit,. Ils ne sont pas spécifiques et peuvent se voir dans d'autres maladies anales. L'aggravation des symptômes en cas d'ingestion d'épices n'a pas été scientifiquement démontrée.
Une douleur importante n'est pas classique et doit faire rechercher une autre cause (fissure anale ou infections).
L'examen clinique proctologique peut comporter l'inspection ou la palpation de l'anus et de la zone péri-anale, le toucher rectal et l'anuscopie, afin de porter le diagnostic et d'éliminer d'autres maladies comme certaines pathologies anales, péri-anales ou rectales. Ce dernier examen est nettement plus fiable que la fibroscopie pour les maladies hémorroïdaires.

### Classification
On distingue plusieurs formes de la pathologie : la thrombose, le prolapsus, l'érosion et la crise simple. La thrombose peut affecter le plexus externe ou interne,. Les autres manifestations peuvent toucher le plexus interne. Ces formes cliniques peuvent survenir isolément ou en association, que ce soit de manière simultanée ou comme « complication ».

#### Thrombose
La thrombose hémorroïdaire est une thrombose d'un des plexus, le plus souvent externe,. Le symptôme principal est la douleur, de survenue brutale, intense, non rythmée par la défécation,. L'examen clinique retrouve une tuméfaction bleutée,. L'évolution est spontanément favorable en quelques jours.

#### Crise
La crise hémorroïdaire est en quelque sorte une inflammation des plexus. Le symptôme principal est la douleur, variable, rythmée par la défécation ou l'effort. L'examen clinique retrouve un aspect congestif. L'évolution est spontanément favorable en quelques jours.

Schéma de prolapsus extériorisé.

#### Prolapsus

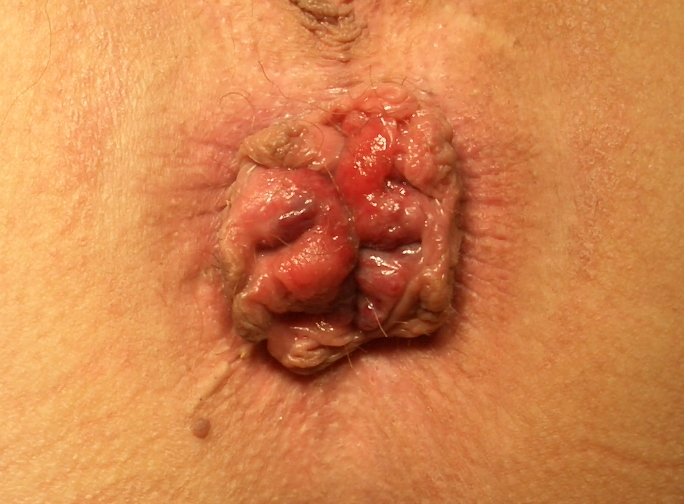
Prolapsus extériorisé.

Le prolapsus hémorroïdaire interne est une procidence du plexus interne, pouvant entraîner une extériorisation d'importance variable. Le symptôme principal est initialement une gêne locale,. L'examen clinique distingue quatre stades, :
- le premier équivaut à un plexus uniquement œdématié et non prolabé ;
- le deuxième correspond à une procidence intermittente, au cours d'un effort de poussée, et spontanément réductible ;
- le troisième équivaut à une procidence permanente et réductible à l'examen clinique ;
- le quatrième correspond à une procidence irréductible.

En dehors du premier stade pour lequel il n'y a pas de procidence proprement dite, cette classification ne préjuge pas de la taille du prolapsus.

#### Érosion
L'érosion hémorroïdaire interne est une érosion du plexus interne. Le symptôme principal est le saignement, survenant typiquement en fin de défécation et pouvant tacher le papier à l'essuyage. Les examens complémentaires peuvent rarement montrer une anémie.

## Évolution
La pathologie hémorroïdaire s'exprime par des manifestations fonctionnelles intermittentes. Lorsque la pathologie évolue depuis plusieurs années, les douleurs peuvent être quotidiennes, les saignements peuvent être abondants, la procidence peut être permanente. De ce fait, d’autres symptômes peuvent se surajouter comme les suintements muco-glaireux et le prurit,.

## Diagnostic différentiel

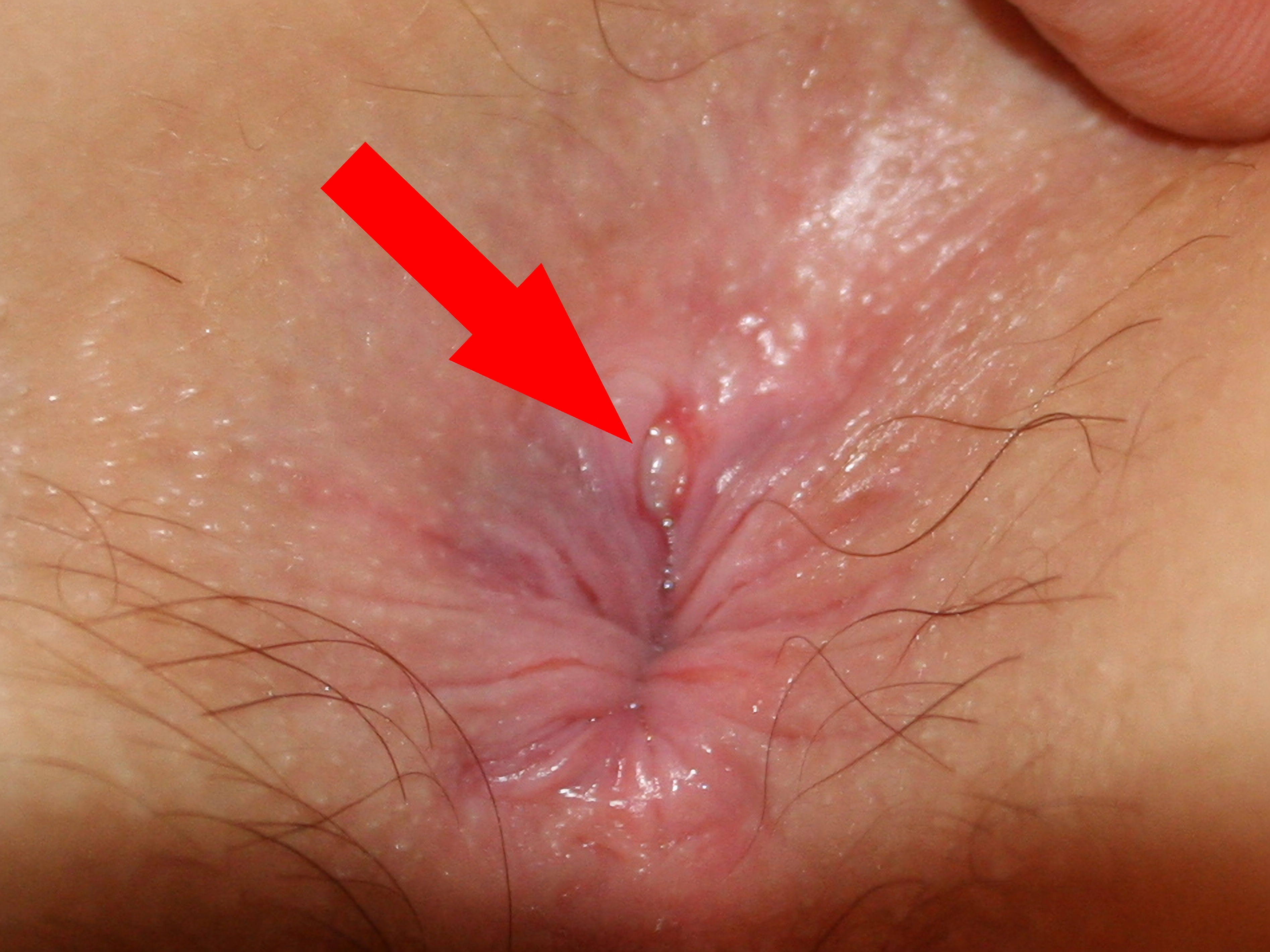
Fissure anale

En cas de douleur, les principaux diagnostics différentiels de la pathologie hémorroïdaire sont une fissure anale, un abcès, un fécalome, un herpès ou une proctalgie fugace.
En cas de saignement, le principal diagnostic différentiel est une origine digestive autre, principalement le côlon ou le rectum.

## Examens complémentaires
Aucun examen complémentaire n'est nécessaire pour le diagnostic. Cependant, lorsqu'il existe un saignement, l'examen clinique ne permet pas d'affirmer une origine hémorroïdaire,. Un hémogramme peut être réalisé à la recherche d'une anémie. Le diagnostic différentiel principal de la cause d'un saignement étant un cancer, du côlon ou du rectum, plusieurs critères peuvent faire discuter la pratique d'une coloscopie : antécédents familiaux et personnels, âge élevé, altération de l'état général, douleur abdominale, saignement atypique, anémie. Ainsi, en cas de saignement, chez un patient de plus de 40 ans, une autre cause doit être recherchée (polype ou tumeur) par une coloscopie courte ou un colo-scanner.

## Traitement
La pathologie hémorroïdaire est une affection bénigne ; le traitement est par conséquent essentiellement symptomatique, c'est-à-dire basé sur la gêne du patient. Sa prise en charge a fait l'objet de recommandations de l'American Gastroenterological Association, publiées en 2004. Celles de la Société nationale française de colo-proctologie datent de 2001.

### Hygiène de vie

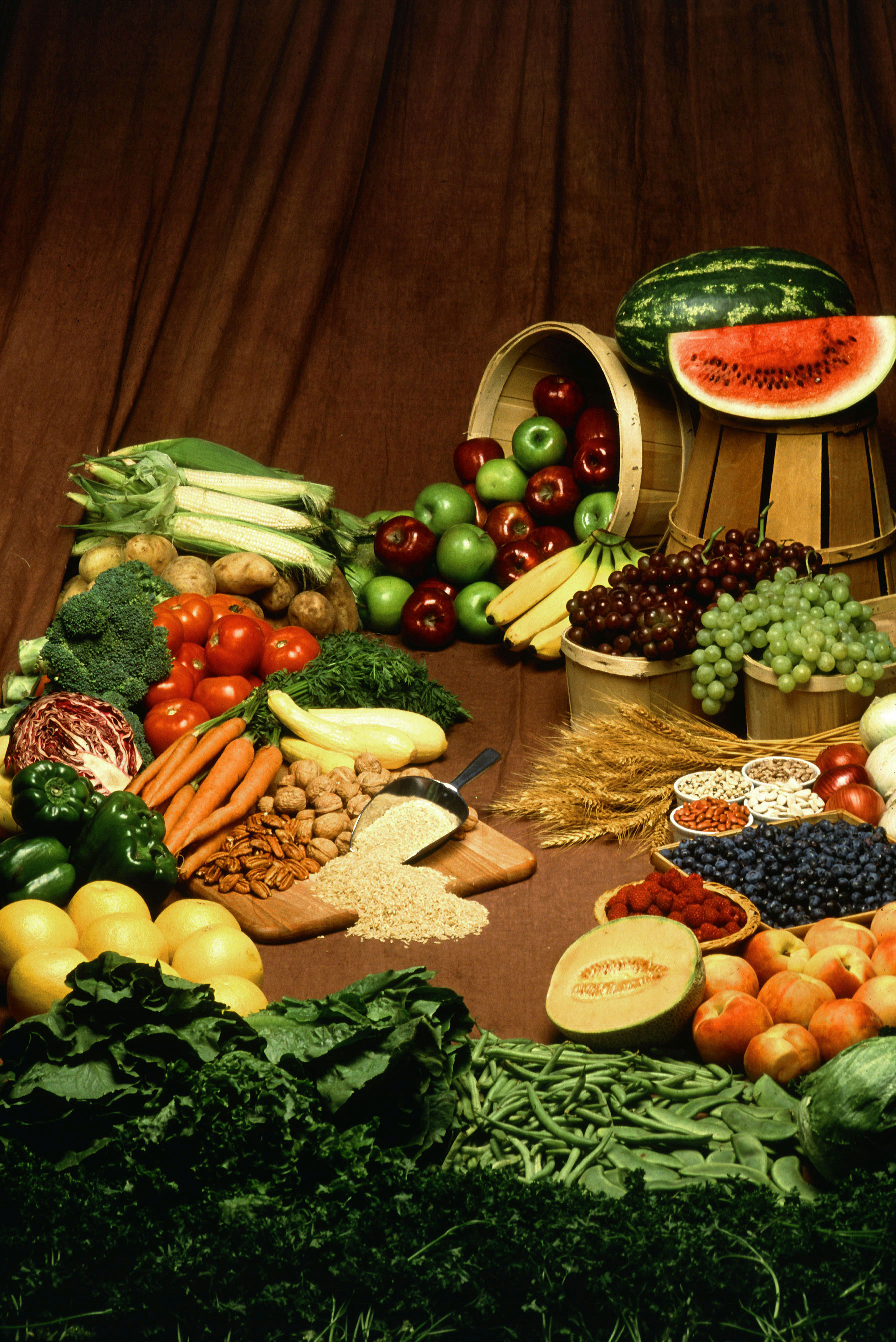
Fruits et légumes, sources de fibres.

Le traitement médical principal de la pathologie hémorroïdaire est la lutte contre les troubles du transit, en particulier la constipation, qu'il s'agit de prévenir ou de diminuer. Ceci passe dans un premier temps par :
- un apport suffisant en fibres dans l'alimentation[16], celles-ci ayant pour effet de ramollir les selles ; les céréales, les légumineuses et les fruits secs sont à privilégier en cas de constipation de manière générale[19] ; il est prouvé que la supplémentation en fibres diminue l'incidence du prolapsus symptomatique et de l'hémorragie[20] ;
- une hydratation suffisante[16].

D'autres attitudes plus spécifiques sont conseillées concernant l'utilisation des toilettes : le recours aux efforts de poussée doit être limité, et la station assise prolongée doit être évitée.
L'évitement d'un facteur déclenchant, s'il est clairement identifié, peut être envisagé[réf. souhaitée].
Aucune recommandation ne peut être faite concernant l'utilisation locale de froid ou de bain de siège.

### Médicaments
Le traitement médicamenteux de la pathologie hémorroïdaire comporte plusieurs médicaments pour lesquels peu de preuves d'efficacité sont disponibles. On distingue des médicaments par voie orale ou des médicaments par voie locale (topiques).

#### Voie orale

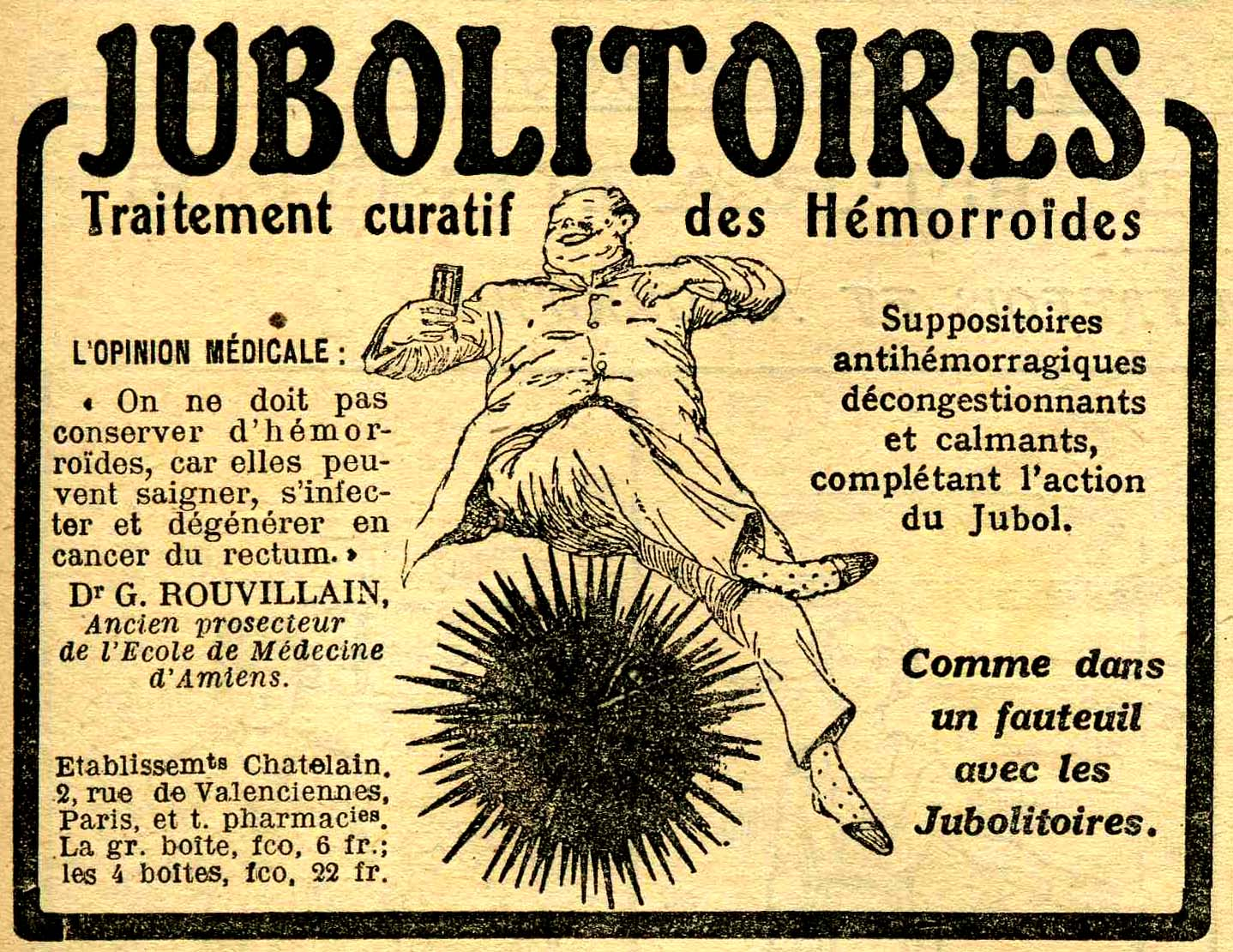
Publicité pour un suppositoire antihémorroïdaire (1918).

Pour la constipation, le traitement peut comporter un laxatif de type mucilage afin de ramollir les selles. Les mucilages augmentent la fréquence des selles et améliorent leur consistance ; ils comportent le psyllium, l'ispaghul, la gomme de sterculia et le son de blé. En cas de diarrhée, un traitement adéquat peut être proposé.
Le traitement symptomatique de la pathologie hémorroïdaire peut faire appel à plusieurs classes médicamenteuses : les antalgiques simples, les anti-inflammatoires non stéroïdiens et les veinotoniques. La famille des veinotoniques comporte essentiellement le groupe des flavonoïdes qui sont des extraits de plantes. Parmi ceux-ci, la diosmine est la plus étudiée. Un autre groupe de veinotoniques est constitué par de molécules de synthèse comme le dobésilate de calcium. Les veinotoniques peuvent agir sur l'hémorragie, le prurit, le suintement et améliorer globalement la symptomatologie, leur efficacité restant toutefois discutée. Ces médicaments sont bien tolérés y compris chez la femme enceinte, en dehors de cas de colite lymphocytaire rapportés.
Les traitements à base d'aescine aident à lutter contre les hémorroïdes[réf. à confirmer].

#### Voie locale
Le traitement local peut faire appel à de nombreux médicaments sous différentes formes: suppositoire, crème ou pommade, dont il n'existe pas de preuve d'efficacité. Les corticoïdes, les lubrifiants et les « protecteurs » peuvent être utilisés compte tenu de leur mode d'action supposé. En revanche, aucune recommandation ne peut être faite vis-à-vis des anesthésiques, des prokinétiques ou des veinotoniques, bien qu'ils soient largement utilisés en pratique.
Un traitement consistant à rincer le canal anal de ses résidus serait efficace sur les symptômes bien que potentiellement douloureux,[réf. à confirmer].

### Traitement instrumental
Les traitements instrumentaux de la pathologie hémorroïdaire ont pour but commun de provoquer une fibrose qui fixe la muqueuse et réduit la vascularisation ; ces traitements sont réalisés par endoscopie en ambulatoire et sans anesthésie. On en dénombre trois principaux : la ligature élastique, la photocoagulation et la sclérothérapie.
- La ligature élastique, diffusée par Barron en 1962[27], provoque par strangulation de la base du pédicule la nécrose des tissus[1], ce qui permet éventuellement leur destruction par une autre technique (par congélation, par exemple). C'est la technique instrumentale la plus efficace[16],[28] avec un taux de complications inférieur à 7 % et essentiellement bénignes[29].
- La photocoagulation par infrarouge, présentée en 1977 par Neiger, provoque une coagulation des capillaires par la focalisation de faisceau infrarouge au niveau de la base des pédicules[1]. Cette technique semble un peu mieux tolérée que la ligature élastique[30] mais a un taux de succès un peu moindre que la ligature élastique[28].
- La sclérothérapie, introduite en France vers 1920 par Raoul Bensaude, provoque une sclérose grâce à l’injection de chlorhydrate double de quinine et d'urée à la base des pédicules[1]. Cette technique permet de soulager rapidement le patient mais n'a pas démontré d'efficacité supérieure par rapport à un traitement médical[31].

### Traitement chirurgical
Le traitement chirurgical de la pathologie hémorroïdaire est réservé aux formes importantes ou en cas d'échec du traitement médical ou instrumental. Il comporte plusieurs aspects. L'intervention peut être sous anesthésie locale ou générale en fonction de l’acte à effectuer. On distingue essentiellement la thrombectomie, l'hémorroïdectomie et l'hémorroïdopexie.
- La thrombectomie consiste en l'excision d'un thrombus, essentiellement dans le cadre d'une thrombose externe, en principe sous anesthésie locale[1]. Elle entraîne une sédation plus rapide de la douleur et un risque inférieur de récidive[32]. Toutefois, l'évolution d'une thrombose hémorroïdaire non opérée est favorable dans la très grande majorité des cas en quelques jours et une prise en charge chirurgicale tardive n'a pas beaucoup d'intérêt[33].
- L'hémorroïdectomie classique comporte plusieurs techniques dont le choix est à la discrétion du chirurgien. Il peut s'agir d'une résection de type pédiculaire ou circulaire, avec une plaie laissée ouverte ou fermée, sans qu'une technique soit supérieure à une autre[16]. La majorité des proctologues français réalise l'intervention dite de Miligan et Morgan, c'est-à-dire une hémorroïdectomie pédiculaire à plaie ouverte[1].
- L'hémorroïdopexie ou anopexie (intervention de Longo) consiste en un agrafage circulaire par l'exérèse d'une collerette rectale[2].
- La ligature des artères hémorroïdales guidée par Doppler est une technique décrite en 1995[34] et consiste en la ligature des artères irriguant les pédicules sous contrôle doppler[16]. Ses avantages supposés sont qu'elle n’implique pas l’exérèse des tissus et qu'elle réduit potentiellement la douleur postopératoire[16].

### Indication
En cas de thrombose hémorroïdaire externe, le traitement par thrombectomie est considérécomme souhaitable,. Un régime sera conseillé uniquement en cas de trouble du transit avéré. Un éventuel traitement médicamenteux par voie locale ou orale n'est pas étayé.
En cas de pathologie hémorroïdaire interne, le traitement comprend systématiquement une supplémentation en fibres et des conseils sur l'utilisation des toilettes. Un traitement d'un trouble de transit associé peut être prescrit. Concernant le traitement spécifique, il est d'abord médical pour les stades 1 à 3 avec possibilité d'utiliser un médicament oral en cure courte,. L'utilisation d'un traitement local seul n'est pas étayée bien que, le plus souvent, ce traitement est prescrit en association avec un traitement oral pour une durée brève, sans qu'il existe une quelconque preuve de supériorité d'une telle association. Lorsque le traitement médical est insuffisamment efficace, on peut proposer un traitement instrumental, le plus efficace étant la ligature élastique. Le traitement chirurgical est quant à lui indiqué aux cas de pathologie réfractaire au traitement instrumental, ou en cas de prolapsus important associé à une pathologie hémorroïdaire externe.

## Dans la culture populaire
Dans la Bible, les hémorroïdes sont l'une des plaies de Dieu qui frappe les rebelles,.
Les hémorroïdes étaient désignées sous le terme de « mal de saint Fiacre », du nom du saint réputé soulager les personnes souffrant de cette affection.